# Абасов, Мазаир Гамид оглы
Мазаир Гамид оглы Абасов (азерб. Məzahir Həmid oğlu Abasov 15 декабря 1918, Маштага, АДР — 3 февраля 2002, Баку) — азербайджанский учёный, историк, участник Великой Отечественной войны, военный лётчик.

## Биография
Мазаир Гамид оглы Абасов родился 15 декабря 1918 года в селе Маштага близ Баку в семье знатного человека Гамида Абасова. В 1939 году был призван в ряды Красной Армии, и решил стать лётчиком. После трёх лет учёбы в Ейском авиационном училище в 1940 году в звании лейтенанта был направлен для прохождения дальнейшей службы в ВВС Черноморского флота летчиком 2-го авиационного полка 63-й тяжелобомбардировочной авиационной бригады дальнего действия 1-й минно-торпедной авиационной дивизии (удостоверение № 20946).

### Война
22 июня 1941 года началась Великая Отечественная война, и Мазаир Абасов с первых дней войны совершал боевые вылеты на своём дальнем бомбардировщике ДБ-3ф на расположения воинских частей и стратегические военные объекты противника. Сражался на Севастопольском, Одесском и Кавказском направлениях. Всего Абасов совершил более 30 боевых вылетов.
Своё первое боевое задание нанести удар по румынскому порту Констанца командир звена Абасов получил 23 июня 1941 года. Под огнём зениток противника звено Абасова, сбросили все бомбы по целям. Однажды при выполнении очередного боевого задания на звено Аббасова напали истребители противника. С поврежденным мотором Абасов сбил один «Мессершмитт». Когда оба мотора его машины вышли из строя, Мазаир посадил самолёт на воду и в течение шести суток экипаж добирался до своих. Народный поэт Азербайджана Самед Вургун посвятил Мазаиру Аббасову стихотворение «Отважный сокол».
31 августа 1941 года в одном из боёв над Чёрным морем самолёт Абасова был подбит. Абасову удалось посадить горящий самолёт на побережье Крымского полуострова. Раненых членов экипажа и находившегося без сознания Мазаира Абасова доставили в военный госпиталь. Абасова вытащил из самолёта штурман Зимницкий. По личному указанию первого секретаря ЦК КП Азербайджана Мир Джафара Багирова Мазаира Абасова доставили поездом в Баку. В бакинском военном госпитале возникли трудности с разбинтованием Абасова из-за застывшей крови. Узнав о том, что в бакинский госпиталь доставили Абасова, туда приехал председатель Верховного Совета Азербайджанской ССР, секретарь ЦК КП Азербайджана Азиз Алиев. Будучи по профессии хирургом, Алиев поручил врачам поместить Абасова в ванную, после чего тому стало лучше. Через несколько месяцев Мазаир Абасов был выписан. Его левая рука выгорела полностью, а правая — частично. С тех пор Мазаир Абасов больше не летал. В 1942 году был уволен из армии.
За доблесть и мужество, проявленные в годы войны, Абасов был награждён орденами Красного Знамени и Отечественной войны I степени, 14 медалями, в том числе «За оборону Севастополя» и «За оборону Кавказа». В марте 1945 года ему была вручена
медаль «За оборону Одессы».

### Научная деятельность
С 1942 года Мазаир Абасов работал в советских и партийных органах Баку и районов Азербайджанской ССР. После войны был заместителем председателя Бакинского городского исполнительного комитета, председателем Орджоникидзевского райисполкома, заместителем председателя Наримановского РИК, в 1955 году избирался депутатом Верховного Совета Азербайджанской ССР ряда созывов. После, в 1963 году, был принят на работу в Институт истории Академии наук Азербайджана. На тему о Великой Отечественной войне защитил кандидатскую диссертацию. В 1960 году была издана его первая книга «Компартия Азербайджана в борьбе за усиление помощи фронту». Будучи сотрудником Института истории, Абасов написал ряд книг, посвященных подвигу азербайджанского народа в годы войны, написал книгу о подвигах боевых летчиков «На крыльях мужества». В одном из очерков «Жизнь, отданная Родине» Абасов писал об азербайджанском летчике Гусейнбале Алиеве, с которым некогда учился в параллельных классах бакинской школы № 39 и закончил одно и то же Ейское авиационное училище.
В 1967 году Абасов опубликовал монографию «Баку в годы Великой Отечественной войны», на основе которой была защищена его докторская диссертация. В 1990 году была издана его вторая крупная монография «Бакинская городская партийная организация в 1941—1945 годы», в которой Мазаир Абасов, на документальной основе, доказал, что главным источником топлива СССР в годы войны была бакинская нефть.
Мазаир Абасов также составил и опубликовал сборники документов «Азербайджанская ССР в период Отечественной войны», «Ветераны вспоминают» (1985), «Слава и бессмертие» (1987). Всего издал три крупные монографии, 10 книг. Также руководил изданием сборника «Памятники истории и культуры Азербайджанской ССР». Также Абасов был соавтором VII последнего тома издания «История Азербайджана». Дважды Мазаир Абасов был награждён Почётными грамотами Верховного Совета Азербайджанской ССР.
Много лет Абасов возглавлял совет ветеранов Сабаильского района города Баку. Президент Азербайджана Гейдар Алиев наградил Абасова орденом «Слава». В 1995 году по случаю 50-летия победы над фашизмом в составе делегации участвовал в праздничных торжествах Лондоне, Париже и Москве.
За два года до смерти Мазаир Абасов издал книгу о жизни и деятельности одного из первых шейх уль-исламов Азербайджана Абдуссаламе Ахундзаде и его последователе Ахунд-аге Ализаде.

## Семья
Мазаир Аббасов был женат на Сугре ханым. У него было двое сыновей (Алиовсат, Эльмар) и одна дочка (Лала). При жизни у него было два внука (Камран, Руфат) две внучки (Наргиз, Нигяр) и три правнучки, Гюльшан, Севиндж и Шафаг.

## Основные работы
- Баку в годы Великой Отечественной войны: 1941—1945. — Баку, 1967
- На крыльях мужества: [Научно-популярные очерки о военных летчиках Азербайджана].— Баку, 1975
- Через всю войну: (документальный очерк о Герое Советского Союза А. Ф. Везирове). — Баку, 1983
- Азербайджан в годы Великой Отечественной войны. (Краткий справочник). — Баку, 1990
- Бакинская партийная организация в годы Великой Отечественной войны 1941—1945 гг. — Баку, 1990